# Acordo de Riade
O Acordo de Riade (em árabe: إِِتِّفَاقَ ﭐلرِّيَاض, translit. Ittifāq ar-Rīyāḍ) foi assinado na capital da Arábia Saudita, Riade, entre o governo iemenita liderado por Hadi, apoiado pelos sauditas, e o Conselho de Transição do Sul, apoiado pelos Emirados Árabes Unidos, em 5 de novembro de 2019. Seguiu-se aos confrontos no sul do Iêmen em agosto de 2019, com o objetivo de encerrar os combates e estabelecer uma frente unida contra os rebeldes Houthis, apoiados pelo Irã, dominantes no norte do país.

## Detalhes
O acordo centrou-se no reconhecimento pelo governo iemenita da legitimidade do Conselho de Transição do Sul e permitir sua entrada no governo, como contrapartida, o Conselho se retiraria militarmente de Áden e desistiria de algum controle de segurança no sul do país. O acordo também estabeleceu várias mudanças na situação política do Iêmen. A principal delas foi a alteração do número máximo de ministros no gabinete de 30 para 24, especificando que, desses cargos no gabinete, seriam distribuídos igualmente entre os iemenitas do norte e do sul. Também ordenou o remanejamento das forças governistas e do Conselho de Transição do Sul para longe de Áden, com a segurança dentro da cidade sendo supervisionada pelos militares sauditas. Além disso, todas as unidades militares e de segurança do Conselho de Transição do Sul deveriam ser integradas aos Ministérios do Interior e da Defesa do Iêmen.

## Resultado
Os termos do acordo, em sua maioria, não foram implementados e resultaram em poucas mudanças. Embora o acordo tenha conseguido estabelecer cessar-fogo local na província de Abyan, seus principais objetivos foram quase todos ignorados e não implementados, e todos os prazos especificados no acordo foram perdidos. Um gabinete de unidade foi estabelecido um ano após a assinatura do acordo e novos governadores foram nomeados para duas províncias de Shabwah e Áden, no entanto, os signatários falharam em retirar suas forças de Áden, os governadores da maioria das províncias não foram alterados e as unidades militares e de segurança do Conselho de Transição do Sul não foram integradas aos Ministérios do Interior e da Defesa do Iêmen. O acordo efetivamente terminou com uma partição de facto do país entre o controle do Conselho de Transição do Sul e do governo iemenita, fracassando em estabelecer a unidade nacional que pretendia criar. As facções políticas opostas também aproveitaram o cessar-fogo decorrente do acordo como uma oportunidade para sequestrar e assassinar vários de seus adversários políticos em Áden, particularmente os do Conselho de Transição do Sul e do partido Al-Islah. Em 1 de janeiro de 2020, o Conselho de Transição do Sul retirou-se da participação em comitês conjuntos que trabalhavam para implementar o acordo e, em 25 de agosto do mesmo ano, após a remilitarização da província de Abyan, o Conselho de Transição do Sul suspendeu oficialmente sua participação em todas as negociações relacionadas a implementação do acordo.